# مقاطعة فرانكلين (واشنطن)
مقاطعة فرانكلين (بالإنجليزية: Franklin County)‏ هي إحدى مقاطعات ولاية واشنطن في الولايات المتحدة الأمريكية.